# Пеппе, Карлос
Карлос Эдуардо Пеппе Бритос (исп. Carlos Eduardo Peppe Britos; 28 января 1983, Монтевидео, Уругвай) — андоррский футболист уругвайского происхождения, полузащитник клуба «Пас» и национальной сборной Андорры.
Начал профессиональную карьеру в клубе «Дефенсор Спортинг», в 2004 году перешёл в команду «Серрито». В 2007 году оказался в андоррской команде «Сан-Жулиа». В июне 2007 года в составе команды выступал в Кубке Интертото. В первом домашнем матче против боснийской «Славии» (2:3), Карлос Пеппе забил гол на 64 минуте в ворота Ратко Дуйковича. Второй матч «Сан-Жулиа» также проиграла (3:2) и вылетела из турнира. В сентябре 2009 года в матче за Суперкубок Андорры «Сан-Жулиа» обыграла «Санта-Колому» со счётом (2:1).
По итогам сезона 2009/10 сайт УЕФА назвал Пеппе игроком года в Андорре. В мае 2011 года стал победителем Кубка Андорры.

## Достижения
- Чемпион Андорры (1): 2008/09
- Серебряный призёр чемпионата Андорры (1): 2009/10
- Обладатель Кубка Андорры (3): 2008, 2010, 2011
- Обладатель Суперкубка Андорры (1): 2009